# کریس اکسپرینگ
کریس اکسپرینگ (انگلیسی: Chris Oxspring؛ زادهٔ ۱۳ مهٔ ۱۹۷۷) بازیکن بیس‌بال اهل استرالیا است.
وی در مسابقات کشوری و بین‌المللی در مجموع برندهٔ ۱ مدال نقره شده‌است.